# 큐티 하니 (노래)
〈큐티 하니〉(キューティーハニー, Cutie Honey)는 만화 《큐티 하니》를 원작으로 하는 애니메이션, 영화, 드라마의 주제가이다. 와타나베 다케오(渡辺岳夫)가 작곡하고, 구로도 큐(クロード・Q)가 작사하였다.
1973년 제작된 애니메이션 《큐티 하니》에서 오프닝 주제가로 처음 사용되었으며, 1994년에 제작된 《신 큐티 하니》, 1997년에 제작된 애니메션 《큐티 하니 F》, 2004년에 발표된 애니메이션 《Re: 큐티 하니》에서 모두 오프닝 주제가로 사용되었다. 애니메이션 이외에도 나가이 고의 만화를 원작으로 하여 2004년에 개봉된 영화 《큐티 하니》와 2007년에 방영된 드라마 《큐티 하니 더 라이브》에서도 주제가로 사용되었다. 아유미가 리메이크하여 대한민국에 발표하기도 하였다. 일본에서 발매된 남코의 음악 게임인 《태고의 달인》에도 수록되어 있으나 대한민국에 발매된 버전에는 수록되지 않았다.

## 수록 음반
- 〈LOVE & HONEY〉
  - 발매일 : 2004년 5월 26일
  - 가수 : 고다 구미
- 《Feel My Mind》
  - 발매일 : 2004년 2월 18일
  - 가수 : 고다 구미
- 〈Cutie Honey〉 (디지털 싱글)
  - 발매일 : 2006년 7월 13일
  - 가수 : 아유미